# Per Holm (Fußballspieler)
Per Holm (* 10. Januar 1899 in Sarpsborg; † 8. September 1974 in Tune) war ein norwegischer Fußballspieler. 

## Karriere

### Verein
Holm spielte zwischen 1915 und 1928 für Sarpsborg FK. 1917 gewann er mit Sarpsborg den norwegischen Fußballpokal durch einen 4:1-Sieg gegen Brann Bergen.

### Nationalmannschaft
Zwischen 1918 und 1926 bestritt er 17 Länderspiele für die  norwegische Nationalmannschaft. Am 18. September 1921 erzielte er beim 3:0-Sieg Norwegens in einem Freundschaftsspiel gegen Schweden in Stockholm seinen einzigen Treffer in einem Länderspiel.
Ein Jahr zuvor stand er beim olympischen Fußballturnier 1920 in Antwerpen im norwegischen Aufgebot und kam in allen drei Partien gegen Großbritannien (3:1), die Tschechoslowakei (0:4) und Italien (1:2 n. V.) zum Einsatz. 

## Beruf und Kriegseinsatz
Nach dem Ende seiner aktiven Zeit als Spieler schlug Holm die militärische Laufbahn ein. Während des Zweiten Weltkriegs war Holm von 1942 bis Kriegsende als Kriegsgefangener in den Lagern Schokken, Grune bei Lissa und Schildberg im heutigen Polen interniert.